# Clubiona yoshidai
Clubiona yoshidai este o specie de păianjeni din genul Clubiona, familia Clubionidae, descrisă de Hayashi, 1989. Conform Catalogue of Life specia Clubiona yoshidai nu are subspecii cunoscute.